# Шіш (вулкан)
Шіш   - дрімаючий вулкан на півострові Камчатка, розташований в центрі вулканічної тріщини Кумроч.
Абсолютна висота — 2346 м. Площа вулканічної споруди близько 30 км.
Вулкан складається в основному з базальту. На вершині знаходиться льодовик, вік якого – 300 років. Вулкан утворився 670 року до нашої ери. Останнє виверження сталося у 1685 році . На вершині розташовані 2 шлакові конуси і фумарольне поле.